# 奇蹟年論文

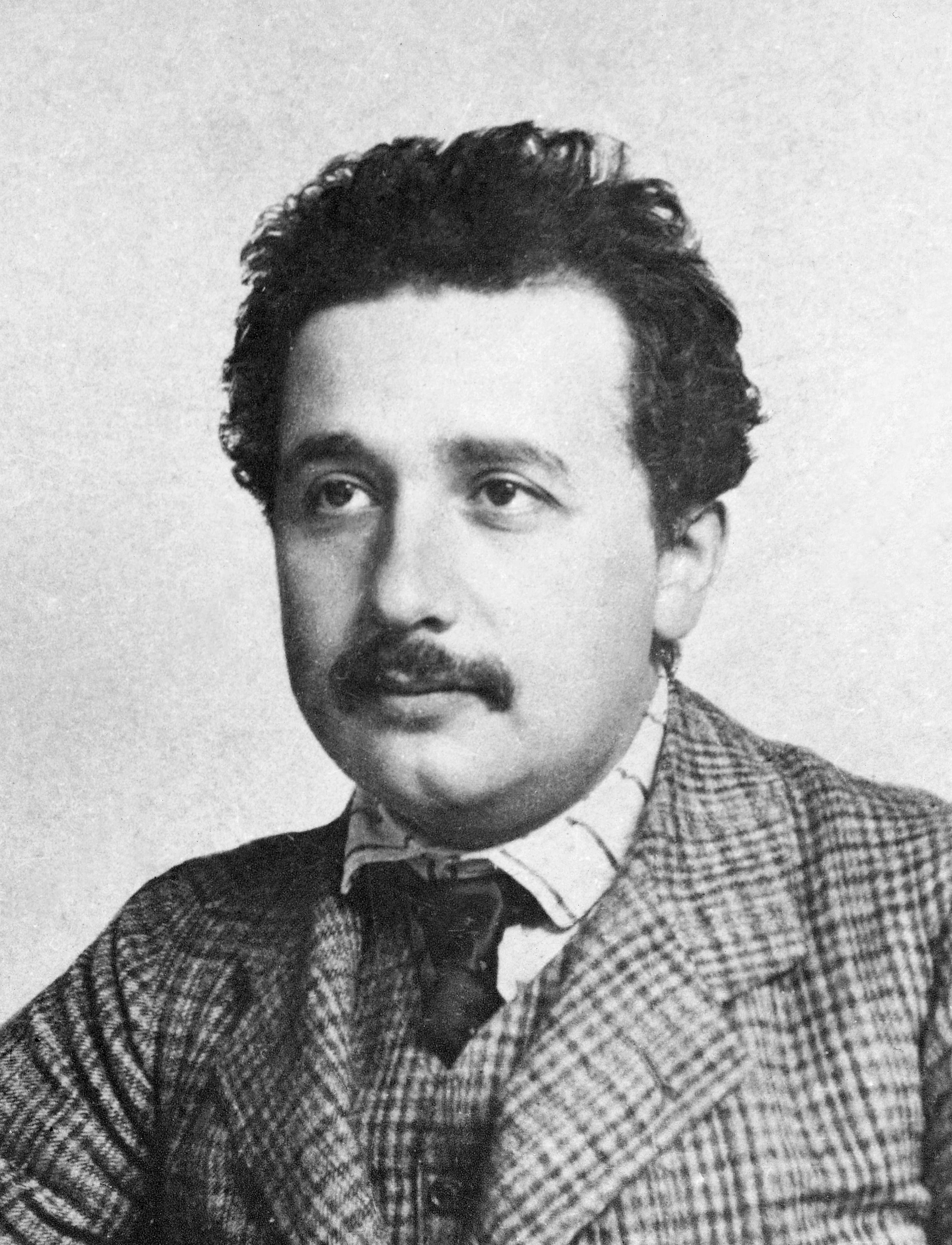
約在1904年與1905年時拍攝的爱因斯坦

奇蹟年論文（ ）指的是阿尔伯特·爱因斯坦在公元1905年在德國科學期刊《物理年鑑》所發表的四篇論文。這四篇論文推進了近代物理學的基礎，並且讓人重新理解空間、時間、質量與能量。公元1905年也因此被稱為愛因斯坦奇蹟年。

## 論文
- 第一篇論文《關於光的產生和轉變的一個啟發性觀點（德語：Über einen die Erzeugung und Verwandlung des Lichtes betreffenden heuristischen Gesichtspunkt）》在3月18日收到，6月9日發表，解釋了光电效应，确定了光量子的能量 {\displaystyle E=hf}；
- 第二篇論文《熱的分子運動論所要求的靜止液體中懸浮粒子的運動》在5月11日收到，7月18日發表，解釋了布朗运动，建立了爱因斯坦关系 {\displaystyle D=\mu \,k_{\text{B}}T}；
- 第三篇論文《論運動物體的電動力學（德語：Zur Elektrodynamik bewegter Körper）》在6月30日收到，9月26日發表，介紹了狭义相对论。该理论认为光速 {\displaystyle c} 恒定不变并推导出洛伦兹变换；
- 第四篇論文《物體的慣性同它所含的能量有關嗎？（德語：Ist die Trägheit eines Körpers von seinem Energieinhalt abhängig?）》在9月27日收到，11月21日發表，介紹了質能等價 {\displaystyle E=mc^{2}}。

## 紀念
国际纯粹与应用物理学联合会紀念爱因斯坦論文的一百週年，將2005年定為世界物理年。

## 相關連結
- 2005 世界物理年
- 阿尔伯特·爱因斯坦
- 物理年鑑
- 奇迹年

## 外部連結
- Some Historic Papers（页面存档备份，存于），奇蹟年論文的德文版本與英文譯本。（德文） （英文）